# Protestas en Marruecos de 2011
Las Protestas en Marruecos de 2011-2012 fueron una serie de manifestaciones populares en este país del norte de África donde se hicieron reclamaciones de reformas políticas y sociales en marco de las grandes protestas que afectaron el mundo árabe y que empezaron en Túnez en diciembre de 2010. Las manifestaciones fueron organizadas por el Movimiento del 20 de febrero. 

## Antecedentes
Desde el estallo de la Revolución tunecina, Marruecos fue el país con menor movilización contra el gobierno. 
Marruecos tiene una larga tradición de revueltas espontáneas como la del pan, en 1981, que se saldó con 66 muertos en Casablanca, a los que el entonces ministro del Interior, Driss Basri, llamó "mártires de la barra de pan".
La última y más reciente, en 2007, fue la de Sefrou, violenta pero sin víctimas mortales. La mayoría de las personas egresadas de las universidades nacionales están en paro o no tienen ningún tipo de empleo (el 27%). Se manifiestan además con frecuencia en las grandes ciudades marroquíes.
Con estas condiciones de desempleo en los jóvenes y los altos precios de artículos de primera necesidad, se ven además influenciados por los hechos de Túnez y Egipto, originando protestas que reclaman cambios en el país.

## Cronología
- 2 de enero. El Gobierno autoriza adquirir 255.000 toneladas de cereales, 154.000 de trigo y 100.000 de cebada para evitar el contagio de las protestas de países vecinos.

- 30 de enero. Primeras protestas: cientos de personas apoyan a los pueblos egipcio y tunecino en las calles de Tánger y en Fez.

- 31 de enero. El rey Mohamed VI regresa a Marruecos tras unas vacaciones de 48 horas en un castillo de la familia real en Francia.

- 1 de febrero. Dos profesores se queman a lo bonzo para protestar por su situación laboral y cuarenta lo intentan en la misma manifestación.

- 4 de febrero. Unos 12.000 jóvenes piden en Facebook que Mohamed VI derogue la Constitución, que tome medidas para luchar contra la corrupción y que libere a los presos de conciencia. Convocan una protesta para el 20 de febrero.

- 12 de febrero. Primera muerte por inmolación: un joven de 26 años en paro se prende fuego en la ciudad de Ben Guerir. Las autoridades confirman la muerte pero no la relacionan con las protestas.

- 16 de febrero. El Gobierno duplica el presupuesto de la Cámara de Compensación, que subvenciona productos alimenticios de primera necesidad, el gas para cocinar y la gasolina.

- 18 de febrero. Justicia y Espiritualidad, un movimiento islamista marroquí, se apunta a la protesta.

- 20 de febrero. Miles de personas marchan en 12 ciudades reclamando más democracia.

## Principales acontecimientos

### 20 de febrero de 2011
Bajo el lema "Justicia, libertad y dignidad" se reúnen cerca de 4.000 manifestantes marroquíes en Rabat. Esta convocatoria, lanzada a través de la red social Facebook, tuvo su réplica en otras ciudades de Marruecos como Casablanca, Tánger o Marrakech.
En la misma, los marroquíes concentrados reclaman pública y masivamente la dimisión del Gobierno, lanzando un mensaje al monarca Mohamed VI: “el rey debe reinar y no gobernar”.
La jornada de protesta popular en Marruecos terminó con disturbios violentos. Grupos de alborotadores e incontrolados saquearon entidades bancarias, atacando comisarías y comercios con piedras e incendiando vehículos en Larache, Alhucemas, Tánger y Marraquech.
La protesta en esta última ciudad derivó en disturbios ya a primeras horas de la tarde, mientras que en Alhucenas prendió la chispa de la violencia con la caída de la noche.
El centro de otras ciudades del país también fue ocupado por manifestantes, como en Casablanca, Oujda y Kenitra. En Casablanca, algunas de las consignas coreadas por los manifestantes fueron "Libertad, dignidad y justicia", "Menos poder para la monarquía", "El rey debe reinar y no gobernar" y "El pueblo quiere una nueva Constitución", según informó la Agencia AFP. Entre las pancartas y los eslóganes coreados por la muchedumbre se encontraban "Majidi dégage!" (¡Majidi lárgate!). Mounir Majidi es el secretario particular del rey Mohamed VI y entre sus tareas figura el administrar la fortuna de la familia real. La policía fue desplegada desde la noche anterior.
La protesta contaba con la adhesión de varias ONG de derechos humanos, así como de pequeños partidos de izquierda, de las bases de algunos sindicatos y de las juventudes del movimiento islamista Justicia y Espiritualidad que es ilegal, pero goza de cierta tolerancia.
Tras las manifestaciones, el Gobierno marroquí reconoció 5 muertos.

### Anuncio de cambios en la Constitución
El rey Mohamed VI de Marruecos anunció el 9 de marzo en un discurso televisado y en cadena nacional para toda la nación norteafricana drásticos cambios y reformas constitucionales y una disminución significativas de sus poderes legales.

### Protestas del 13 de marzo en Casablanca
A pesar del anuncio hecho por el rey Mohamed VI de Marruecos, el 13 de marzo se realizó una protesta pacifica que fue dispersada por fuerzas policiales de la ciudad de Casablanca, provocando una decena de heridos. Los manifestantes se reunieron para reivindicar reformas políticas, decenas de ellos se refugiaron en la sede del Partido Socialista Unificado (PSU), de oposición de izquierda. Hacia las 14:00 (hora local) las fuerzas del orden intentaron ocupar la sede, pero no lo lograron ante la resistencia de los manifestantes.

### Protestas del 20 de marzo
Centenares de miles de personas se concentraron en las principales calles de las ciudades del Reino de Marruecos exigiendo y reclamando democracia y justicia social, a pesar de las reformas políticas anunciadas días pasados por el rey Mohamed VI de Marruecos.

### Protestas del 25 de marzo
Centenares de personas, muchas de ellas trabajadores de la radiotelevisión pública marroquí, reivindicaron en Marruecos por segunda semana consecutiva mayor "democracia y libertad" en los medios de comunicación estatales. Las protestas se realizaron en al ciudades de Rabat y Casablanca y contaron con el apoyo de los sindicatos.

### Protestas del 8 de abril
Decenas de jóvenes del Movimiento 20 de febrero, que reivindica reformas políticas en Marruecos, se reunieron frente al parlamento en Rabat en el día de la apertura de la sesión de primavera boreal, para pedir su disolución.
Llamaron a boicotear la comisión para la reforma de la Constitución creada por el Rey Mohamed VI.

### Protestas del 24 de abril
Jornada de concentraciones en distintas ciudades pidiendo reformas políticas en el país. En Casablanca acudieron unas diez mil personas según la agencia France Presse. No se registraron incidentes violentos. En respuesta a estas movilizaciones, pocos días más tarde el primer ministro Abbas el Fassi cerró un acuerdo con los principales sindicatos por el que se concede una subida de sueldos y de prestaciones sociales a los funcionarios.

### Manifestaciones del 8 de mayo
Una protesta realizada en la ciudad de Marraquech contra el terrorismo y mantener la solicitud de reformas políticas convocadas por el movimiento 20 de febrero en el país norteafricano.

## Posicionamiento frente a las protestas
Los primeros pronunciamientos de organizaciones políticas se realizan tras la publicación el 12/02/2011 de un vídeo en YouTube anunciando la primera marcha el 20 de febrero. Así, Bennani-Charaïbi y Jeghllaly (2012: 879)señalan que las juventudes de la RGD82 (Rassemblement de la Gauche Démocratique, Unión de la Izquierda Democrática) reunidos en esas fechas en Casablanca publican la primera declaración de apoyo a la llamada del M20f proveniente de una organización política, esta iniciativa fue seguida por las instancias nacionales de sus partidos, el 14 de febrero por 17 asociaciones de derechos humanos e igualmente, el periódico Libération recoge que los sindicatos UMT y CDT hicieron una llamada a sus simpatizantes para unirse al movimiento. Justicia y Espiritualidad publicó el 18 de febrero un comunicado anunciando que los jóvenes del movimiento se unirían a las protestas en todo el país .
Otras formaciones políticas mantienen una postura de ambigüedad con opciones diferentes entre la versión oficial del partido y comunicados o acciones de secciones o representantes del mismo. Así ocurre en el caso de las juventudes del USFP que publican, contra la opinión de su partido, el día 18 una declaración de apoyo al movimiento firmada por los "Usfpeístas del 20 de febrero".
Del mismo modo, a pesar de que el PJD a través de un comunicado expresa su distanciamiento del M20f84, las juventudes de este partido gobierno de alternancia es que la monarquía había encontrado nuevos aliados, los antiguos partidos de oposición como el de mi padre”. 82 Según se recoge en la noticia “La gauche démocratique revoit ses cartes” del periódico Le Soir des Échos, 26/01/2011, el grupo RGD se constituyó en 2004 por CNI (Congreso Nacional Ittihadi), PADS (Partido de la Vanguardia Socialista), Fidelidad a la Democracia, Annahj Addimocrati (La Vía Democrática) y GSU (Izquierda Socialista Unificada) que pasará a ser, tras la unión con Fidelidad a la Democracia en 2005, el PSU (Partido Socialista Unificado.
72 expresarían su apoyo el 17 de febrero (Bennani-Charaïbi y Jeghllaly: 879) y, aunque la retiran posteriormente por presiones de la jerarquía de su partido, el grupo Baraka (¡Basta!), formado por jóvenes de este partido e inspirado en el grupo Kifaya egipcio,  apoya el movimiento. También el PPS (Partido del Progreso y Socialismo) emite un comunicado oficial expresando su rechazo al tiempo que algunos miembros dirigentes participan en las marchas. Por su parte, los partidos pro-régimen el RNI (Unión Nacional de independientes) y el PAM (Partido Autenticidad y Modernidad) hacen público su rechazo. Una de las personas entrevistadas líder del M20f, señala que el apoyo del grupo Baraka, afín al PJD, fue únicamente una forma de este partido de desafiar al PAM, partido vinculado a la casa real, y que su retirada fue temprana. En la misma línea iría la participación de las juventudes del USFP [unión socialista de fuerzas populares]. Este militante señala al mismo tiempo que las centrales sindicales no apoyaron el M20f y que solo algunos sectores sindicales [y no las centrales sindicales] estaban representados en el CNAM.

## El papel de la mujer, como agente en las reivindicaciones sociales
En las marchas reivindicativas que tuvieron lugar en la mayoría de las ciudades marroquíes hubo una notable presencia masiva de mujeres, a parte de los hombres, exigiendo reformas tanto políticas, como sociales y económicas. Las mujeres marroquíes han procurado hacerse oír y participar activamente en el proceso de reformas que iniciaron incipientemente los jóvenes, allá por el 20 de febrero del 2011. Las mujeres estuvieron al frente de las manifestaciones, especialmente siendo portavoces de los movimientos de protesta. Cuando la policía reprimió las manifestaciones, tanto las mujeres como los hombres fueron víctimas de lesiones y detenciones. Durante las primeras manifestaciones pedían la retirada del código de familia y la activación de los derechos adquiridos de las mujeres. Sin embargo, las activistas del movimiento 20F posteriormente establecieron células en el marco del movimiento, para discutir demandas especiales por los derechos de las mujeres. En las marchas de Rabat, hubo una amplia participación de jóvenes, que tenían poco más de veinte años y que fueron consideradas como un llamamiento a la lucha reivindicativa en el que la mujer tenía que formar parte de manera activa para manifestarse y conseguir sus exigencias. Todo ello organizado por los distintos movimientos sociales recién creados, con el objetivo de que el estado se comprometiera a cumplir con las reivindicaciones. La idea inicial en estos movimientos era arrancar un compromiso social por parte de la ciudadanía marroquí y, en este sentido, el papel de la mujer fue fundamental para conseguir los objetivos. Las revueltas sociales y la participación de las mujeres quedaron registradas a través de distintos medios, ya que ellas tuvieron la posibilidad de hacerse eco a través de sus cuentas y perfiles en las redes sociales. Todo esto quedó debidamente documentado en internet de manera sutil por los medios de comunicación. De ello quedó constancia en muchas cuentas de Facebook, así como YouTube, en el que se pudo ver como muchas mujeres subieron los correspondientes videos o narraciones explicando de manera entusiasta el grado de implicación que la mujer marroquí había tenido al respecto a la hora de exigir al gobierno determinadas pautas políticas y sociales que vinieran a corregir y responder a sus demandas. Los lemas eran claros y precisos, se llegaron a corear gritos al unísono las exigencias, en definitiva, el papel de la mujer fue fundamental y elemental a la hora de la toma de decisiones por parte de la clase política.Se criticó el movimiento el 20F por falta de igualdad de género, aunque algunos consideraron el movimiento como una toma reivindicativa de carácter político general en contra del régimen.
A pesar de todo ello un gran número de activistas del movimiento de mujeres que estuvo presente y fueron a manifestarse a varias ciudades llevando sus proclamas, hablando incluso en su propio nombre y no como representantes e invitadas de ningún foro de participación político. La toma de decisiones personales por parte de las mujeres no fue guiada por ningún partido político, organismo o institución, lo que quedó reflejado en sus exigencias. La mayoría de estas mujeres reivindicativas proceden del ala más liberal y de izquierdas de la sociedad marroquí, muchas de ellas encarceladas por su ideología política en un régimen nada aperturista y que durante muchos años vino violando sus derechos.

## Las transformaciones que afectaron al sistema partidista tras las protestas del 20F
El primer paso dado en el proceso de reformas políticas de Mohamed VI fue la modificación de la ley de partidos (Ley Orgánica 29-11, de 22 de octubre de 2011) la reforma de la Constitución, llevada a cabo en julio de 2011, no tuvo apenas incidencia sobre los partidos políticos. La participación de las fuerzas políticas durante el proceso de la reforma de la Constitución se limitó, por un lado, a ser consultados por la Comisión Constitucional para la elaboración de su informe y, por otro lado, a la campaña para el referéndum constitucional. los partidos institucionales respaldaron ampliamente la reforma constitucional. La excepción a ello fue varios partidos minoritarios de extrema izquierda, además del movimiento 20-F, que reclamaron la formación de una asamblea constituyente para la elaboración del texto constitucional y cambios más profundos en el contenido de la Constitución. La nueva ley electoral incrementa el número de miembros de la Cámara Baja de 325 a 395, repartidos de la siguiente forma: 305 escaños son elegidos en 92 circunscripciones locales; 60 escaños, en una circunscripción nacional que, desde el año 2002, los partidos reservan a una lista cerrada de mujeres; y, 30 escaños, en una nueva circunscripción nacional para la elección de jóvenes de hasta 40 años, otro guiño al movimiento 20-F. Por otro lado, se mantiene la fórmula de reparto de escaños proporcional de resto mayor (modalidad simple o Hare), la candidatura de listas cerradas y bloqueadas y, aunque permanece la barrera electoral del 6% en las circunscripciones locales, disminuye al 3% en la circunscripción nacional de mujeres, que se aplica ahora también a la de jóvenes. En el sistema político marroquí podemos encontrar un amplio abanico de partidos políticos que cubre todo el espectro ideológico (nacionalistas, conservadores, liberales, socialistas, extrema izquierda, ecologistas, islamistas, etc.). Este extenso pluralismo no obedece a los recientes acontecimientos de la Primavera Árabe, sino que es consecuencia de un largo proceso de evolución de los partidos desde que Marruecos optase por el multipartidismo tras su independencia en 1956.